# Pap Károly (irodalomtörténész)
Pap Károly (Beregrákos, 1872. április 6. – Debrecen, 1954. december 18.) magyar irodalomtörténész, egyetemi tanár.

## Életútja
Pap Károly református lelkész és Békássy Mária fia. Középiskoláit a nagykőrösi evangélikus református főgimnáziumban, az egyetemi tanulmányokat a kolozsvári egyetemen végezte, ahol 1894-ben bölcsészdoktor lett. Irodalmi dolgozataival kétszer nyert egyetemi pályadíjat. 1894–1895-ben helyettes tanár volt a kolozsvári kereskedelmi akadémián; a következő évben mint gyakorló tanár a budapesti tanárképző-intézeti gimnáziumban tanított, közben rendkívüli hallgatóként eljárt az egyetem esztétikai, irodalom- és művészettörténeti előadásaira. Ezután állami ösztöndíjjal két évig külföldi tanulmányúton járt Olaszországban és Németországban, ahol később is többször megfordult. Miután hazatért, Beöthy Zsolt meghívására az Országos Nőképző Egyesület budapesti leánygimnáziumának rendes tanára lett, ahol magyar és latin nyelvet tanított.
1909-től a debreceni bölcsészeti akadémián tanított. 1914-től 1942-ig a Debreceni Egyetem irodalomtörténet tanára, közben 1916–1917-ben a bölcsészkar dékánja és 1924–1925-ben az egyetem rektora is volt. Az Országos Középiskolai Tanárképző Intézet és a debreceni Csokonai Kör elnöki tisztét is betöltötte. Tisztelői 1939-ben emlékkönyvet adtak ki főiskolai tanári működésének harmincadik évfordulójára.
Cikkei jelentek meg a Beregben (1893. Vasvári Pál mint író; 1896. Hogy indultam a nagyvilágba?); az Erdélyi Múzeumban (1893. Tóth Ede síri beszéde színésztársa felett; 1894. könyvismertetés); az Erdélyi Hiradóban (1894. 236. sz. A falu rossza); az Egyetemes Philologiai Közlönyben (1896. Adalékok Ráday Gedeon életrajzához és könyvismertetések); a kolozsvári Ellenzékben (1897. 27., 28. sz. Az ifjú Mikó Ádám grófról); az Urániában (1902. Egy magyar renaissance szószék; 1903. Gróf Batthyányi Lajos miniszterelnök első körlevelei); az Archaeologiai Értesítőben (1902. Egy XVII. századbeli ravatalterítő; Adalékok Szilassy János ötvös életrajzához; 1903. Szilassy-féle egyházi edények); az Irodalomtörténeti Közleményekben (1902. Ferrarai és perugiai magyar tanulók a XV-XVIII. századból); az Új Időkben (1904. Konek I. festőnő kiállítása).
A népszínmű történetének egyik fontos fejezetét írta meg, amikor közreadta a Tóth Ede életét és műveit ismertető könyvet. Sajtó alá rendezte Arany János és Horvát István kéziratban maradt magyar irodalomtörténeti munkáit. Gondosan megírt tanulmányaiban Beöthy Zsolt szellemi örökösének mutatkozik.

## Munkái
- Tóth Ede élete és művei (Kolozsvár, 1894)
- Irodalomtörténeti vonatkozások Kölcsey leveleiben (Debrecen, 1911)
- Arany János magyar irodalomtörténete (Budapest, 1911)
- Arany János-emlékkönyv szerk. (Budapest, 1932-34)
- Horvát István magyar irodalomtörténete (Budapest, 1934).
- Pap Károly bibliográfia / Gönczy Monika. In: Pap Károly (1872-1954) / Imre László. Debreceni Egyetemi Kiadó, 2012. - p. 71-112.